# Горіх чорний (Кам'янець-Подільський, вул. Уральська, сквер «Гунські криниці»)
Горі́х чо́рний — ботанічна пам'ятка природи місцевого значення в Україні. Розташована в межах міста Кам'янець-Подільський, сквер «Гунські криниці» (по вул. Симона Петлюри). 
Площа 0,01 га. Статус надано згідно з рішенням 9 сесії обласної ради від 11.07.2007 року № 23-9/2007. Перебуває у віданні: УЖКГ м. Кам.-Подільського. 
Статус надано з метою збереження одного екземпляра горіха чорного.